# 1973년 석유 파동

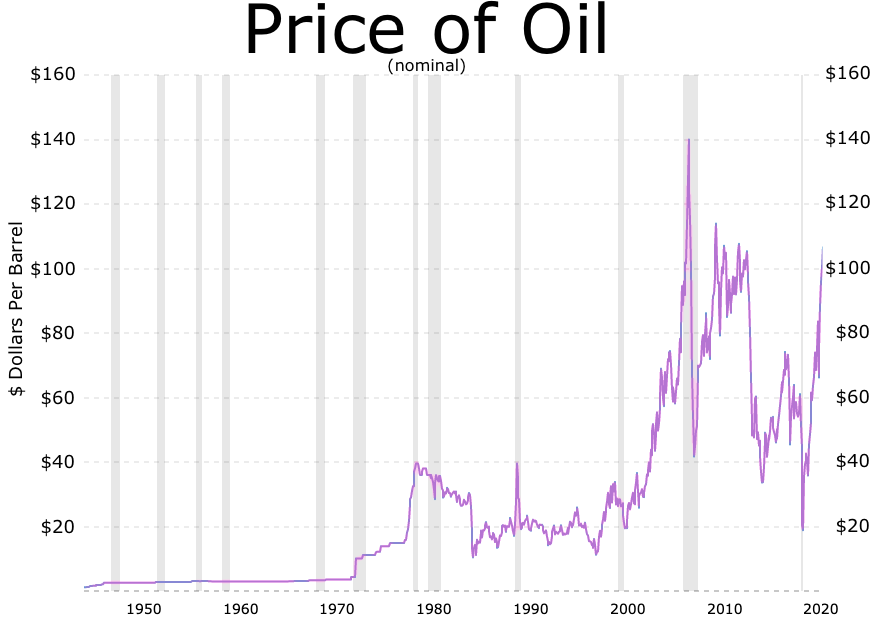
명목상 유가표

1973년 석유 파동은 1973년 10월 사우디아라비아의 파이살 국왕이 이끄는 아랍 석유 수출국 기구(OAPEC) 회원국들이 석유 금수조치를 선언하면서 시작되었다. 금수 조치는 욤키푸르 전쟁 동안 이스라엘을 지원했던 국가들을 대상으로 했다. 초기에는 캐나다, 일본, 네덜란드, 영국 및 미국이었지만 금수 조치는 나중에 포르투갈, 로디지아 및 남아프리카 공화국으로 1974년 3월 금수 조치가 끝날 때까지 확대되었다.유가는 전세계적으로 배럴당 US$3($19/m3)에서 배럴당 거의 $12($75/m3)로 거의 300% 상승했다. 미국 현지의 가격은 훨씬 더 높아졌다. 금수 조치는 석유 파동을 일으켜 세계 정치와 세계 경제에 장단기적으로 많은 영향을 미쳤다.

## 배경

### 아랍-이스라엘 분쟁
1948년 이스라엘이 독립을 선언한 이후 몇몇 전쟁을 포함하여 중동에서 아랍인들과 이스라엘인들 사이에 갈등이 있었다. 2차 아랍-이스라엘 전쟁으로도 알려진 수에즈 위기는 이스라엘의 남부 항구인 에일라트가 이집트에 의해 봉쇄되면서 촉발되었고, 이집트는 프랑스와 영국 투자자들의 소유로 있는 수에즈 운하를 국유화했다. 전쟁의 결과로 수에즈 운하는 1956년에서 1957년 사이에 몇 달 동안 폐쇄되었다.

### 미국의 원유 생산 감소
1969년까지 미국의 국내 석유 생산량은 정점에 달했고 증가하는 차량의 수요를 따라잡지 못했다. 미국은 1950년대 후반까지 매년 3억 5천만 배럴(5천 6백만 입방미터)을 수입했는데, 대부분 베네수엘라와 캐나다에서 수입했다. 운송 비용과 관세 때문에 중동에서 석유를 많이 구입한 적이 없었다. 1973년 미국 생산량은 세계 생산량의 16%로 감소했다. 아이젠하워는 1959년과 1973년 사이에 유지되는 외국 석유에 할당량을 부과했다. 비평가들은 이를 "미국 우선주의" 정책이라고 불렀다. 일부 학자들은 이 정책이 1970년대 초 미국 국내 석유 생산 감소의 원인이 되었다고 생각했다. 석탄에 비해 석유가 저렴했기 때문에 석탄 산업이 쇠퇴했다. 1951년 미국 에너지의 51%가 석탄에서 발생했고, 1973년까지 미국 산업의 19%만이 석탄을 기반으로 했다.
1969년 리처드 닉슨이 대통령이 되자 조지 슐츠에게 아이젠하워 시대의 할당제를 검토하는 위원회를 맡겼다. 슐츠 위원회는 할당제를 폐지하고 관세로 대체할 것을 권고했지만, 닉슨은 정치적으로 강력한 반대로 할당제를 유지하기로 결정했다. 1971년 석유 수요가 증가하고 생산량이 감소하면서 닉슨은 석유에 가격 상한선을 두었고, 이로 인해 낮은 가격으로 소비가 촉진되면서 외국 석유 수입에 대한 의존도가 높아졌다. 1973년 닉슨은 할당제 폐지를 발표했다. 1970년부터 1973년 사이 미국의 원유 수입량은 거의 두 배로 증가하여 1973년에는 하루 620만 배럴에 달했다. 1973년까지 풍부한 석유 공급으로 인해 유가는 공시 가격보다 낮게 유지되었다.
1969년부터 1972년 사이에 석유 수입이 52%나 증가하면서 1970년에 미국의 석유 생산은 정점을 찍었고, 미국은 점점 더 많은 석유를 수입하기 시작했다. 1972년까지 미국의 석유 수입의 83%가 중동에서 수입되었다. 1960년대 내내 석유 1배럴의 가격은 1.80달러에 머물렀고, 이는 실질적으로 유가를 고려한 인플레이션의 영향으로 미국인들이 1959년보다 1969년에 석유에 대한 비용을 덜 지불하면서 10년 동안 점점 더 낮아졌다는 것을 의미한다. 인플레이션에 따라 조정된 1971년에 석유 1배럴의 가격이 2달러까지 오른 후에도 서구 국가의 사람들은 1958년보다 1971년에 석유에 대한 비용을 덜 지불했다. 1945년부터 시작된 번영과 대량 풍요의 "긴 여름"은 극도로 낮은 석유 가격 때문이었다.

### OPEC
석유수출국기구(OPEC)는 1960년 9월 14일 바그다드에서 열린 회의에서 5개의 산유국에 의해 설립되었다. OPEC의 설립 멤버는 베네수엘라, 이라크, 사우디아라비아, 이란, 쿠웨이트였다. OPEC은 석유회사들이 유가를 인하한 후 설립되었지만, 1961년과 1972년 사이에 유가는 시장 가격보다 꾸준히 높았다.
1963년 세븐시스터즈는 OPEC 국가들이 생산하는 석유의 86%를 장악했지만, 1970년에 이르러서는 "독립 석유 회사"들의 증가로 그들의 점유율이 77%로 감소했다. 알제리, 리비아, 나이지리아 등 세 곳의 새로운 산유국들의 진출은 1970년까지 81개의 석유 회사들이 중동에서 사업을 하고 있다는 것을 의미했다.
1960년대 초 리비아, 인도네시아, 카타르가 OPEC에 가입했다. 1970년 리비아와 이라크의 정치적 혼란이 그들의 입지를 강화하기 전까지 OPEC은 일반적으로 효과가 없는 것으로 여겨졌다. 또한 소련의 영향력이 커지면서 산유국들은 시장에 석유를 수송할 수 있는 다른 수단을 갖게 되었다.
1971년 2월 14일에 체결된 테헤란 가격 협정에 따라 유가가 인상되었고 금에 대한 미국 달러의 가치 하락으로 인해 특정 인플레이션 방지 조치가 제정되었다.
1971년 8월 15일, 닉슨 대통령은 미국의 금 보유고가 심각하게 고갈되어 인플레이션이 높아지고 달러 강세에 대한 자신감이 떨어지자 행정명령 11615를 발동하여 '금의 창'을 닫았다. 이 조치로 달러는 공개시장을 제외하고는 금으로 직접 바꿀 수 없게 되었고, 곧 '닉슨 쇼크'로 불리게 되어 1976년 브레튼우즈 체제가 붕괴되었다. 석유가 달러로 가격이 매겨졌기 때문에 달러가 금과의 옛 연결고리에서 벗어나기 시작하자 석유 생산국의 실질 소득은 감소했다. 1971년 9월, OPEC은 그때부터 고정된 양의 금으로 가격을 매긴다는 공동 코뮈니케를 발표했다.
1971년 이후 OPEC은 이러한 가치 하락을 반영하여 가격을 재조정하는 데 더뎠다. 1947년부터 1967년까지 유가는 매년 2% 미만으로 상승했다. 오일 쇼크 이전까지 가격은 다른 통화와 상품에 비해 상당히 안정적이었다. OPEC 장관들은 변화하는 시장 상황에 맞춰 가격을 업데이트할 제도적 장치를 마련하지 않았기 때문에 실질 소득이 뒤떨어졌다. 1973-1974년의 상당한 가격 상승은 금과 같은 상품 측면에서 가격과 그에 상응하는 소득을 이전 수준으로 되돌렸다.

### 석유 무기화
1973년 10월 6일 이스라엘과 아랍 세계 국가 간의 제4차 중동 전쟁(욤키푸르 전쟁)이 발발하였다. 이에 따라 석유 수출국 기구(OPEC) 회원국은 이스라엘을 지지하는 캐나다, 일본, 네덜란드, 영국, 미국을 제재하기 위해 가격을 인상하였다. 후에는 포르투갈, 로디지아, 남아프리카 공화국 등으로 제재가 강화되었다.
10월 16일에는 석유 수출국 기구(OPEC) 회원국 산유국 중 페르시아만 연안 6개국이 원유 공시 가격을 배럴당 3.01 달러에서 5.12 달러로 70% 인상한다고 발표했다. 다음날 10월 17일에는 아랍 석유 수출국 기구(OAPEC)가 원유 생산의 단계적 삭감(석유 전략)을 결정했다. 또한 아랍 석유 수출국 기구(OAPEC) 국가는 10월 20일 이후 이스라엘이 점령지에서 철수할 때까지 이스라엘 지지국에 대한 경제 제재(석유 금수)를 잇따라 결정했다. 또한 12월 23일에는 석유 수출국 기구(OPEC)에 가입한 페르시아만 연안의 산유국 6개국이 1974년 1월부터 원유 가격을 5.12 달러에서 11.65 달러로 인상하기로 결정했다.
제재 조치는 세계 정치와 세계 경제에 단기 및 장기적으로 많은 영향과 충격을 초래했다. 이 사태는 후에 제1차 석유 파동이라고 불리게 되었으며, 1979년 파동은 제2차 석유 파동으로 불리게 되었다.

## 금수조치의 실효성
금수조치는 1973년 10월부터 1974년 3월까지 지속되었다. 11월 6일 카이로에서 열린 정상회담에서 헨리 키신저는 사다트에게 파이살이 어떤 사람인지 물었고 그의 말을 들었다. "음, 헨리 박사님, 그는 아마도 공산주의와 유대인에 대해 당신과 함께 이야기할 것이다." 파이살 왕의 두 가지 큰 증오는 공산주의와 시온주의였는데, 그는 소련과 이스라엘이 함께 이슬람에 반대하는 음모를 꾸미고 있다고 믿었기 때문이다. 파이살 왕이 시온 의정서를 아랍어로 번역한 것을 보았을 때, 그는 즉시 의정서의 진위를 믿었고, 1921년 의정서가 위조로 드러났음에도 불구하고 그가 배운 것에 대해 들을 사람들과 이야기했다.
1973년 11월 7일, 키신저는 리야드로 날아가 파이살 왕을 만나 아랍-이스라엘 분쟁에 "공평하게 대처하겠다"고 약속한 대가로 석유 금수조치를 해제해달라고 요청했다. 그를 태운 비행기가 리야드에 착륙할 준비를 할 때, 키신저는 유대인을 현저하게 싫어했던 단호한 와하브파 파이살과 협상할 가능성에 분명히 긴장했다. 키신저는 파이살 왕이 미국이 이스라엘에 편향돼 있다고 비난하고, 러시아와 이스라엘에서 "유대인 공산주의자들"의 악의적인 행동에 대해 장황하게 불평하고, 그를 유혹하려는 키신저의 모든 노력에도 불구하고 석유 금수조치를 종료하기를 거부하면서 고집불통이라는 점을 발견했다. 파이살은 키신저에게 "미국은 침략에 맞서곤 했다. 당신은 제2차 세계대전과 1956년 수에즈 전쟁에서 그랬다. 1967년 이후에도 미국이 똑같이 했다면, 우리는 이 악화를 보지 못했을 것이다... 유대인 국가가 세워지기 전에는 아랍과 유대인 사이의 좋은 관계를 해칠 것이 없었다. 아랍 국가에는 많은 유대인이 있었다. 스페인에서 유대인들이 박해받았을 때, 아랍인들이 그들을 보호했다. 로마인들이 유대인들을 쫓아냈을 때, 아랍인들이 그들을 보호했다. 얄타에서, 유대인 국가가 있어야 한다고 말한 사람은 스탈린이었다... 이스라엘은 공산주의 목표를 진전시키고 있다... 유대인 신앙을 가진 사람들 중에는 시온주의를 받아들이는 사람들이 있다... 그들은 바로 소련에서 왔다... 그리고 이제, 전 세계적으로, 유대인들은 자신들을 권위 있는 위치에 올려놓고 있다"라고 말했다. 1974년 2월 22일 파이살 왕은 라호르에서 열린 이슬람 국가들의 두 번째 정상회담을 주재했는데, 그곳에서 그는 1969년 파이살이 주재했던 첫 번째 정상회담과는 달리, 이라크와 시리아는 그 경제를 파괴함으로써 서방을 굴욕시키고 망신을 준 정복한 영웅으로 칭송했다.
1974년 3월 18일에야 국왕은 자신이 믿었던 사다트가 미국이 더 "겸손하고 있다"고 보고하고 키신저가 이전에 이스라엘에 불리하게 사용될 수 있다는 이유로 부인했던 사우디아라비아 무기를 판매하겠다고 약속한 후에야 석유 금수조치를 종료했다. 더 중요한 것은 사우디아라비아가 서방 은행에 수십억 달러를 투자했다는 것이고, 석유 금수조치로 인해 시작된 엄청난 인플레이션은 인플레이션이 그 돈의 가치를 잠식하면서 파이살에게 그 자신이 서방 경제에 입힌 피해를 억제하는 데 도움이 되는 기득권을 주었기 때문이다.
이스라엘군이 1949년 휴전선으로 철수하지 않았기 때문에, 대다수의 학자들은 금수조치가 실패한 것이라고 믿고 있다. 로이 리클리더는 1988년 저서 "정치권력과 아랍 석유 무기"에서 금수조치의 대상이 된 국가들이 아랍과 이스라엘의 분쟁에 대한 정책을 바꾸지 않았기 때문에 금수조치가 실패한 것이라고 결론지었다. 리클리더는 장기적인 변화는 OAPEC 금수조치가 아니라 OPEC의 유가 인상에 의한 것이라고 믿었다. 반면 다니엘 예르긴은 금수조치가 "국제 경제를 다시 만들었다"고 말했다. 레이시는 "파이살 왕의 1973년 10월 20일의 중대한 석유 금수조치는 명시된 목표 중 단 하나도 달성하지 못했다. 미국과 소련이 함께 이스라엘, 시리아, 이집트에 이틀 후에 부과한 휴전은 어떤 경우에도 부과되었을 것이다. 이스라엘은 이전보다 군사적으로 더 나은 장비를 갖춘 미국의 원조 덕분에 10월 전쟁을 끝냈으며, 이스라엘을 1949년 이전 경계 안으로 다시 축소하려는 파이살의 야망은 현재까지도 실현되지 않고 있다. 또한 1973년 첫 10개월 동안 사우디아라비아가 매일 미국에 판매했던 63만 8,500배럴의 석유를 원천징수한 것 자체가 미국의 일일 1,700만배럴 소비의 4% 미만을 차지했기 때문에 권력을 위태롭게 하거나 미국의 정책을 전용하는 결과를 초래하지 않았다. 파이살의 금수조치가 이를 결정적으로 만든 것은 다른 세력들과의 상호작용이었다. 아랍 정치는 즉각적인 승수효과를 가져왔다.
이라크와 리비아를 제외한 모든 아랍 국가들이 석유 금수조치에 동참했기 때문에, 중동에서 서방으로의 석유 수출은 1973년 11월까지 60%-70% 감소했다. 일본과 서유럽 국가들은 그들의 석유의 약 75%를 중동으로부터 수입했고, 레이시는 "절체되는 공급을 위해 필사적으로 경쟁하면서, 소비자들은 그들의 석유를 위해 비할 데 없는 돈을 기꺼이 지불할 의사가 있음을 보여주었다"고 언급하면서 금수조치는 즉각적이고 급격한 가격 상승으로 이어졌다. 사우디아라비아는 세계 석유 매장량의 25%를 보유하고 있었고, 미국에 부과된 금수조치는 미국의 석유 부족으로 이어졌고, 이는 미국 시장의 새로운 고유가가 금수조치를 적용받지 않는 국가들의 석유 가격을 급등시킴에 따라 인플레이션 소용돌이를 일으켰다. 1973년 12월 16일 이란 국영 석유회사가 경매를 열었을 때, 석유 1배럴당 약 17달러에 대한 입찰이 이루어졌다. 1973년 12월 말, OPEC은 비엔나에서 회의를 개최하여 1배럴의 석유 가격이 1배럴당 5달러에서 11.65달러로 결정되었다고 발표했다. 파이살은 주로 이란 대표단의 소행인 가격 인상에 반대했다.
장기적으로 석유 금수 조치는 서방의 정책 성격을 인플레이션과 더 잘 싸우기 위해 탐사, 대체 에너지 연구, 에너지 절약 및 더 제한적인 통화 정책으로 변화시켰다.

## 영향들

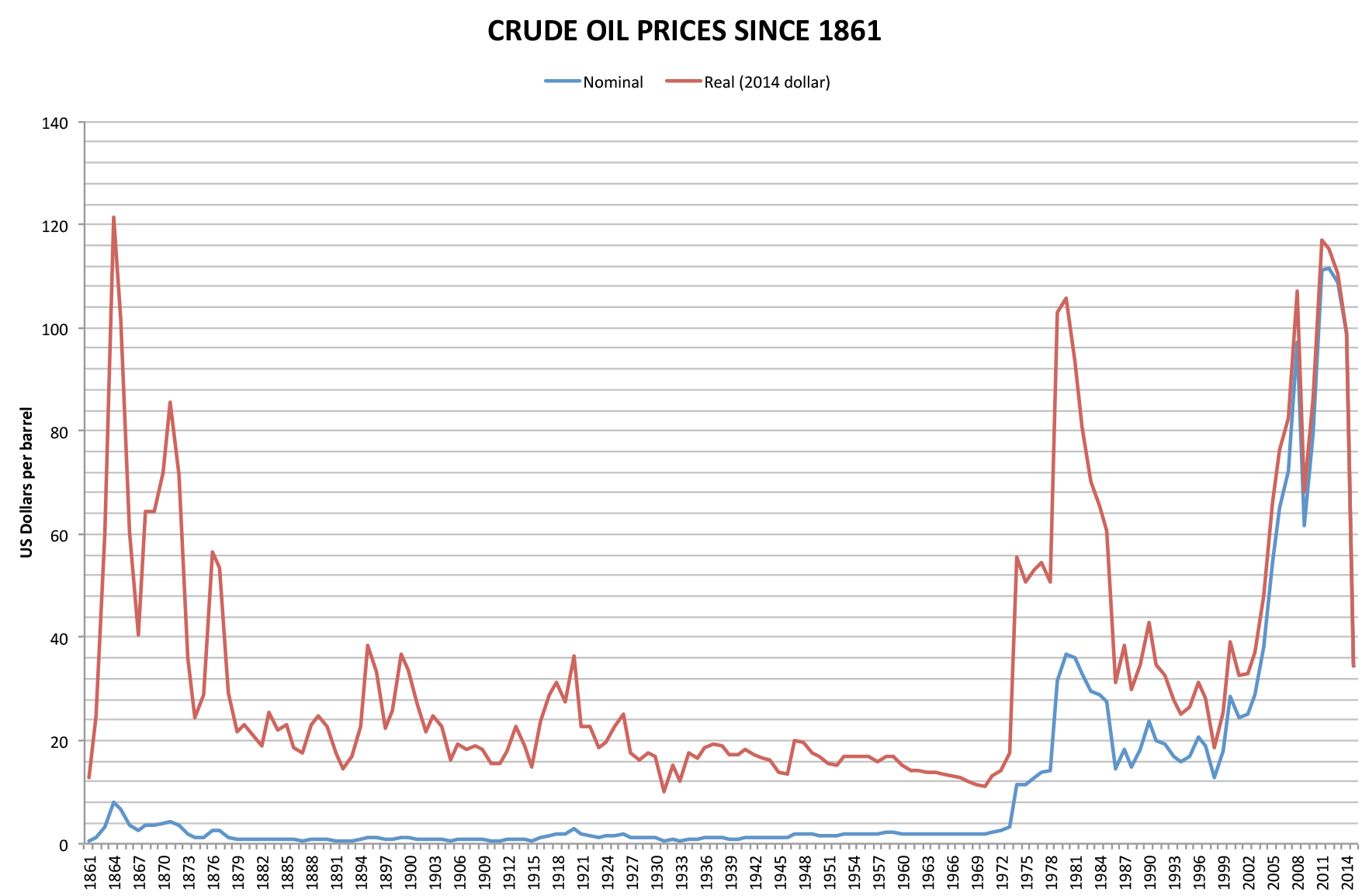
1861-2015년 USD 기준 유가(1861-1944년 평균 미국 원유, 1945-1983년 아라비안 라이트, 1984-2015년 브렌트유). 인플레이션에 따라 조정된 빨간색 선, 파란색은 조정되지 않음.

금수 조치의 효과는 즉각적이었다. OPEC은 석유 회사들에게 지불을 대폭 늘렸다. 석유 가격은 1974년까지 배럴당 3달러에서 거의 12달러로 4배가 되었는데, 이는 2018년 달러와 맞먹으며 배럴당 17달러에서 61달러로 상승한 것이다. 사우디아라비아는 세계 석유의 25%를 보유하고 있었지만, 1973년 미국에서 사용된 석유의 4%만이 영국에서 생산되었다. 하지만, 사우디아라비아는 아랍권에서 과도한 역할을 하고 있으며, 베이루트 석유 컨설턴트는 1974년 "사우디가 A에서 B로 이동한다면, 모든 다른 산유국들은 C까지는 아니더라도 최소한 멀리 이동해야 한다."라고 언급했다. 1973년, 미국에서 사용된 석유의 약 25%가 아랍 국가들에서 생산되었다. 미국 내 아랍 석유 금수 조치로 인해 발생한 석유 부족으로 인해 가격이 인상되었고, 이는 이란, 베네수엘라, 리비아, 이라크와 같은 금수 조치에 동참하지 않은 산유국들이 미국 대신 석유를 그 곳으로 운송하기 위한 이니셔티브로 일본과 유럽의 가격 인상을 요구함에 따라 전 세계적인 인플레이션 소용돌이를 해결했다. 석유 금수 조치를 받는 유일한 유럽 국가는 네덜란드(막스 반 데어 슈토엘 네덜란드 외무장관이 강력하게 친이스라엘적이었기 때문)와 포르투갈(포르투갈의 아프리카 식민지에서 독립 운동을 보여주기 위해)이었지만, 미국의 석유 부족은 모든 유럽 국가들의 가격 급등을 이끌었다. 금수 조치 자체는 미국이 이란과 같은 금수 조치에 포함되지 않은 국가들로부터 석유를 더 많이 수입했기 때문에 미국에 큰 경제적 어려움을 초래하지 않았지만, 금수 조치로 인한 석유 가격의 400% 상승은 미국 경제에 피해를 입혔다. 베네수엘라, 나이지리아, 이란, 이라크와 같은 많은 국가들은 금수 조치 기간 동안 석유 생산량을 늘렸지만, 그들의 석유를 더 높은 가격에 팔았다. 유가 상승을 가장 크게 밀어붙인 지도자는 이란의 샤였고, 이탈리아 역사가 줄리아노 가라비니는 '오일 쇼크' 당시 서방의 경제 문제에 가장 큰 책임이 있는 지도자는 파이살 국왕이 아니라 샤라고 주장해왔다. 금수조치로 인한 전 세계적인 인플레이션으로 가장 큰 피해를 본 나라는 프랑스와 벨기에 등 아랍권의 견해에 대해 '우호적'으로 분류된 나라들이었다.
위기는 1974년 3월 워싱턴 석유정상회의에서 협상 끝에 금수조치가 해제되면서 완화됐지만, 그 효과는 1970년대 내내 지속됐다. 이듬해 세계시장에서 달러의 경쟁적 지위가 약화되는 가운데 에너지 가격은 다시 상승했다.
아랍의 석유 금수조치는 1945년에 시작된 서방세계의 긴 번영의 기간을 끝내고, 세계 경제를 대공황 이래로 가장 가파른 경제적 위축으로 몰아넣었다. 전후 몇 년 동안 번영의 "긴 여름"은 전례 없는 풍요와 번영의 시기에 쾌락주의자가 되거나 전통적인 가치에 대항하는 반란이 매우 쉬웠기 때문에 "흔들리는 60년대"와 이와 관련된 반항적인 청년 문화의 상승을 가능하게 했다. 레이시는 1973-74년 아랍의 석유 금수조치의 영향에 대해 썼고, 서구 생활의 사람들에게 휘발유가 배급됨에 따라 갑자기 "더 느리고, 더 어둡고, 더 시원해진다"고 말했다. 타임스퀘어에서 "휘발유를 많이 마시는" 자동차들은 갑자기 판매가 중단되고, 속도 제한이 일반화되었으며, 연료를 절약하기 위해 주말 운전에 제한이 가해졌다. 미국의 자동차 산업이 무거운 "휘발유를 많이 마시는" 자동차를 전문적으로 생산함에 따라, 소비자들은 즉시 일본과 서독의 자동차 산업에 의해 생산된 더 가볍고 연료 효율적인 자동차로 이동했고, 미국의 자동차 산업을 쇠퇴로 몰아넣었다. 1945년부터 1973년까지 몇 년 동안은 서구에서 전례 없는 번영의 기간이었고, 많은 사람들이 결코 끝나지 않을 것이라고 믿었던 "긴 여름"이었고, 단 며칠 만에 기름 가격을 400%나 올린 석유 금수조치가 실업률이 증가하고 인플레이션이 맹위를 떨치면서 세계 경제를 급격한 침체로 몰아넣으면서 1973년에 갑자기 끝났다. 프랑스인들이 트렌트 글로리에우스("Glorious 30"[years]")라고 불렀던 것의 종말은 1973년 말에 파이낸셜 타임즈가 "미래는 지연될 것이다"라는 유명한 헤드라인을 게재하면서 서방세계에 광범위한 비관론의 분위기를 이끌었다. 총회 연설에서 유엔사무총장인 쿠르트 발트하임은 "무모함과 운명주의의 노트가 세계 문제에 슬그머니 다가오고 있다"고 불평했다. 1973-1974년 번영의 "긴 여름"의 갑작스럽고 갑작스러운 종말은 1970년대 나머지 문화를 특징짓는 비관적인 분위기에 큰 역할을 했다. 1975년 연방 에너지청의 의회 보고서는 1973-1974년의 금수조치로 약 50만 명의 미국인들이 일자리를 잃었고 100억-200억 달러의 GNP 손실을 초래했다고 추정했다.

## 결과들

### 석유공급원 다변화
금수조치는 알래스카, 북해, 카스피해, 코카서스 등 새로운 석유 탐사 장소를 장려했다. 카스피해 유역과 시베리아에서의 탐사는 수익성을 높였다. 소련이 생산량을 늘리면서 협력은 훨씬 더 적대적인 관계로 바뀌었다. 1980년이 되자 소련은 세계 최대의 생산국이 되었다.
OPEC의 경제 및 지정학적 힘과 가격 하락의 일부는 대체 에너지원으로의 이동에서 비롯되었다. OPEC은 높은 소비를 유지하기 위해 가격의 비탄력성에 의존했지만, 절약과 다른 공급원이 결국 수요를 줄일 수 있는 정도를 과소평가했다. 원자력과 천연가스로 생산한 전기, 천연가스로 가정에서 난방을 하고 에탄올을 혼합한 휘발유가 석유 수요를 줄였다.

### 경제적 영향
가격 하락은 북유럽과 페르시아만의 석유 수출국들에게 심각한 문제를 안겨주었다. 멕시코, 나이지리아, 알제리, 리비아를 포함한 경제가 석유에 크게 의존했던 인구가 많고 빈곤한 국가들은 때때로 절망적인 상황에 빠지게 되는 시장 역전에 대비하지 않았다.
1980년대 중반 수요 감소와 생산량 증가로 세계 석유시장에 과잉공급되자 유가는 급락했고 카르텔은 결속력을 잃었다. 1970년대에 경제 규모가 확대된 멕시코(비회원국), 나이지리아, 베네수엘라는 거의 파산에 직면했고, 사우디아라비아의 경제력마저 크게 약화되었다. OPEC 내 분열은 연합 행동을 더욱 어렵게 만들었다. 2015년 현재 OPEC은 이전의 지배력에 근접한 적이 없다.

## 같이 보기
- 1970년대 에너지 위기
- 공급충격
- 오일 달러 환류